# Northwest Outpost
Northwest Outpost (bra Canção de Duas Vidas) é um filme norte-americano de 1947, do gênero faroeste musical, dirigido por Allan Dwan e estrelado por Nelson Eddy e Ilona Massey.

## Produção
Northwest Outpost foi a única opereta produzida pela Republic Pictures. Musical excepcionalmente elaborado para os padrões do estúdio, o filme traça alguns paralelos nada sutis entre a Califórnia da década de 1830, que na época fazia parte do império russo, e a Rússia comunista de 1947.
Este foi o último filme de Nelson Eddy, que em seguida entrou para o ramo de entretenimento em clubes noturnos.

## Sinopse
Natalia Alanova deixa sua terra natal e chega a um forte russo, na Califórnia dos anos 1830. Ela está à procura do marido, o Conde Igor Savin, que, ela descobre, é prisioneiro do cruel Príncipe Nikolai Balinin. Natalia, então, pede ajuda ao Capitão Jim Laurence, que está ali sondando o terreno para uma eventual compra do território.

## Elenco
| Ator/Atriz         | Personagem               |
| ------------------ | ------------------------ |
| Nelson Eddy        | Capitão Jim Laurence     |
| Ilona Massey       | Natalia Alanova          |
| Joseph Schildkraut | Conde Igor Savin         |
| Hugo Haas          | Príncipe Nikolai Balinin |
| Elsa Lanchester    | Princesa Tania           |
| Lenore Ulric       | Baronesa Kruposny        |
| Peter Whitney      | Volkoff Overseer         |
| Tamara Shayne      | Olga                     |
| Erno Verebes       | Kyril                    |